# Caster Semenya
Mokgadi Caster Semenya OIB (Polokwane, 7 de janeiro de 1991) é uma atleta meio-fundista sul-africana, campeã olímpica e mundial dos 800 metros.

## Carreira
Nascida numa pequena vila e criada na província de Limpopo, no interior da África do Sul, começou a correr como treinamento para jogar futebol. Aos 17 anos venceu os 800 m nos Jogos da Juventude da Commonwealth, na Índia. Em 2009, competindo no Campeonato Africano de Atletismo Júnior, venceu os 800 m e os 1500 m, estabelecendo novos recordes nacionais adulto e júnior, quebrando as marcas de Zelda Pretorius  e Zola Budd respectivamente. Seu tempo nos 800 m, 1:56.72, foi então o melhor tempo do mundo naquele ano para a distância em qualquer categoria.

### Controvérsia e teste de gênero
Em agosto do mesmo ano, no Campeonato Mundial de Atletismo de 2009 realizado em Berlim, conquistou a medalha de ouro nos 800 m com a novamente melhor marca do ano, 1:55.45. Mesmo antes de sua participação, Semenya teve as suas características sexuais postas em discussão e após a vitória teve de se submeter a testes das mesmas. Sua rápida ascensão e a quebra constante de seu tempos fez com que a IAAF exigisse uma comprovação de sexo, dizendo ser obrigada a "abrir investigação" após melhoras rápidas e consideráveis em seus tempos nos 1500 m – 25 s – e nos 800 m – 8 s – "o tipo de avanços espetaculares que costumam levantar suspeitas do uso de drogas". Os resultados dos testes nunca foram anunciados oficialmente mas alguns resultados vazados à imprensa sugeriam que Semenya tenha uma variação intersexo, que afeta especificamente pessoas do sexo masculino. O caso levantou ampla discussão e acusações de racismo da organização contra a atleta, com críticas públicas do norte-americano Michael Johnson por exemplo, sobre a maneira como a IAAF conduzia o caso, fazendo com que o presidente Lamine Diack viesse a público declarar que a motivação para os testes não tinham a ver com doping nem continham qualquer racismo mas era um desejo de confirmar se ela possuía alguma "condição médica rara" que poderia lhe dar "uma vantagem injusta" numa disputa com outras mulheres.

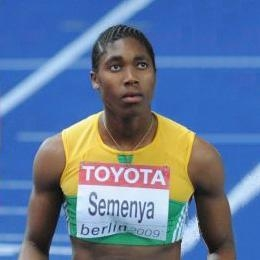
Caster em Berlim 2009.

Em 7 de setembro, o técnico de Semenya, Wilfred Daniels, renunciou ao cargo dizendo sentir que a Athletics South Africa (ASA), a federação local de atletismo, não havia cuidado direito dela durante todo o caso e que ele próprio não teria feito o suficiente para proteger sua atleta. O presidente da ASA, Leonard Chuene, reconheceu ter ele próprio submetido a atleta ao teste, tendo mentido à Semenya sobre seu propósito e dizendo que outros já tinham se submetido a eles; ele ignorou um pedido do médico da ASA Harold Abrahams de retirá-la do Mundial devido a preocupações sobre a necessidade de manter os registros médicos confidenciais.  Diversos políticos, líderes civis, ativistas e jornalistas da África do Sul caracterizaram a controvérsia como racismo, assim como uma afronta aos direitos humanos e à privacidade de Semenya.
Por recomendação do ministro do Esporte e Recreação da África do Sul, Makhenkesi Stofile,  Semenya contratou uma firma de advogados, que trabalhou pro bono, para "garantir que seus direitos civis e legais e sua dignidade fossem mantidos intactos" durante as investigações. Numa entrevista a uma revista do país, ela declarou  que "eu sou como  eu sou e me orgulho de mim".  O governo da África do Sul, que a apoiou fortemente,  chegou a fazer um apelo e uma reclamação à ONU contra a IAAF, dizendo que a atitude da Federação era sexista e machista. A própria atleta declarou que "fui submetida a um exame injustificado e invasivo dos detalhes mais íntimos e privados do meu ser."
Os exames comprovaram que a atleta sul-africana é possui deficiência de 5α-redutase 2, lhe conferido características do sexo masculino, com uma genitália ambígua, visto que essa condição impede a transformação da testosterona em dihidrotestosterona, hormônio responsável pela virilização da genitália masculina.  Semenya não tem ovários nem útero, mas possui testículos ocultos internamente que produzem testosterona acima do típico para uma mulher, mas típicos para pessoas do sexo masculino. A genitália externa dela é ambígua e pode ser confundida como uma do sexo feminino.

### Após a controvérsia
Em março de 2010, Semenya não pode competir no torneio local  Yellow Pages Series V Track and Field porque a IAAF ainda nada havia declarado sobre os testes. Em 6 de junho, ela foi liberada pela Federação Internacional para competir normalmente, com sua medalha e vitória no Mundial de Berlim mantidas, mas seus testes nunca foram divulgados oficialmente por questões de privacidade. Em agosto, correndo na mesma pista em que havia sido campeã mundial, ela venceu a prova no Meeting ISTAF Berlim. Uma lesão posterior a impediu de participar dos Jogos da Commonwealth daquele ano.
Em 2011, participou do Campeonato Mundial de Daegu, na Coreia do Sul, onde foi para defender seu título, mas ficou com a medalha de prata depois de liderar quase toda prova e ser ultrapassada pela russa Mariya Savinova na reta final, que venceu com o melhor tempo da vida, 1:55.87; Caster fez o seu melhor tempo no ano, 1:56.35. Em 2017, recebeu a medalha de ouro após a desclassificação por doping de Savinova, tornando-se bicampeã mundial.

### Londres 2012
Caster foi escolhida como porta-bandeira da delegação sul-africana para a Parada das Nações na cerimônia de abertura dos Jogos de Londres 2012, seus primeiros Jogos Olímpicos. Nos 800 m, ficou com a medalha de prata – 1:57.23, seu melhor tempo do ano – sendo novamente derrotada pela russa Savinova, depois de ultrapassar seis corredoras nos 150 metros finais mas sem conseguir superar a campeã. Durante a cobertura feita pela BBC, o comentarista Colin Jackson, campeão mundial e medalhista olímpico britânico dos 110 m c/ barreiras em Seul 1988, levantou a questão se Caster tinha entregado a corrida, pela maneira como tinha competido numa prova com todas as condições de vencer dado o tempo da vencedora –  1:56.19 – mesmo notando-se que apenas uma vez na vida, quando foi campeã mundial em Berlim três anos antes, ela tinha superado o tempo de Semenova; na mesma ocasião, Simenova foi apontada como sendo sarcástica com a aparência de Casper:"É só olhar para ela".

### Pós-Londres
Em julho de 2015, a IAAF mudou suas regras com relação ao hiperandrogenismo ou os altos níveis naturais de testoterona em mulheres, após o caso jurídico da velocista indiana Dutee Chand contra a Federação de Esportes da Índia e a IAAF, no Tribunal Arbitral do Esporte. A decisão do Tribunal estabeleceu que há falta de evidências de que a testosterona em mulheres aumente a sua performance como atleta e determinou à IAAF que apresentasse evidências sobre isso em até dois anos. Com isso, o exame de hiperandrogenismo deixou de ser exigido pela Federação para atletas com suspeitas de alta percentagem de testosterona no organismo.
Em setembro, Caster venceu os 800 metros nos Jogos Pan-africanos, realizados em Brazavile, na República do Congo.
Em novembro de 2015, a WADA, agência mundial antidoping, recomendou que a mesma Savinova que a derrotou em Daegu 2011 e Londres 2012 e fez comentários sarcásticos sobre sua aparência, e mais quatro atletas russos, fossem banidos para sempre do esporte por doping durante os Jogos Olímpicos de Londres. Em 10 de fevereiro de 2017 o Tribunal Arbitral do Esporte aplicou um banimento retroativo de quatro anos a Savinova, ocasionando a sua desclassificação dos Jogos de Londres e a perda da medalha de ouro. Com isso, Semenya foi elevada ao primeiro lugar.

### Rio 2016
Em abril de 2016, Semenya tornou-se a primeira atleta a vencer os 400 m, os 800 m e os 1500 m no Campeonato Sul-africano de Atletismo, fazendo as melhores marcas do ano nos dois primeiros – 50.74 e 1:58.45 – feito que realizou com 4 horas de diferença entre as três provas. Em 15 de julho, no Herculis, etapa da Diamond League em Mônaco, fez nova melhor marca pessoal para os 800 m, 1:55.33.
Na Rio 2016, seus segundos Jogos e no qual chegou como favorita após uma temporada em que venceu todas as provas de que participou, apesar de durante o período pré-Jogos ter sofrido hostilidade e assédio da imprensa tradicional e online sobre seu direito de competir, venceu os 800 m com a melhor marca de sua vida, 1:55.28, ganhando a primeira medalha de ouro olímpica feminina da África do Sul no atletismo de pista (antes de herdar o ouro olímpico de Londres 2012), depois de um pique devastador na reta final. Durante as entrevistas após a prova no estádio, a britânica Lindsay Sharp, sexta colocada, aos prantos, reclamou da mudança de regras pela IAAF sobre o hiperandrogenismo e declarou que ser "quase impossivel vencer contra Caster, dado a seus altos níveis de hormônios e que todos podiam ver que a corrida era dividida em duas categorias". Sharp também foi duramente criticada pela imprensa britânica por aparentemente ignorar Semenya após a prova e abraçar as colegas Joanna Jóźwik e Melissa Bishop; pelo Twitter, mais tarde, a britânica declarou ter "grande respeito por Caster Semenya" e que quando perguntada sobre a prova na sua entrevista à tv ao lado da pista deu apenas "uma resposta honesta e diplomática"; seus seguidores, debochando de sua explicação, perguntaram se ela, chegando em sexto, foi derrotada só por Caster ou por outros cinco homens também. a polonesa Jóźwik, quinta colocada, declarou se sentir a medalhista de prata, já que havia controvérsias sobre as três primeiras no pódio – Caster, Francine Niyonsaba do Burundi e Margaret Wambui do Quênia – e ficava feliz por ter sido "a primeira europeia" e "a segunda branca" na linha de chegada.
Depois da prova, comentaristas expressaram sua preocupação com a vitória de Caster como Eric Vilain, médico geneticista,que  declarou que se qualquer pessoa que se declare do sexo feminino possa competir como mulher, nós estamos indo em direção a uma grande competição e o resultado bastante previsível desta competição é que não haverá mulheres vencedoras". Por outro lado a médica e bioeticista americana Katrina Karkazis, uma autoridade acadêmica no estudo da testosterona, escreveu em artigo no jornal britânico The Guardian que as declarações das perdedoras eram uma evidência de discriminação e ignorância e que a imagem de Sharp ignorando o cumprimento de Semenya ao fim da prova ficará por muito tempo em sua lembrança.

### Pós-Rio
Caster estreou no Campeonato Mundial de Atletismo de 2017, em Londres, correndo uma distância que não é sua maior especialidade, os 1500 m, mas mesmo assim conquistou a medalha de bronze na prova. Nos 800 m, conquistou a medalha de ouro e um segundo título mundial na distância, com o melhor tempo do ano – 1:55.16.
Em junho de 2018, no Meeting de Paris, etapa francesa da Diamond League, ele marcou 1:54.25 para os 800 m, nova melhor marca pessoal e a  quarta melhor de todos os tempos.
Em 1º de maio de 2019, o Tribunal Arbitral do Esporte referendou uma decisão anterior da Federação Internacional de Atletismo, obrigando a atleta a diminuir o seu nível de testosterona através de medicamentos se quiser continuar a competir em provas femininas. O TAR considerou a decisão da IAAF como  “discriminatória”, mas mesmo assim “necessária, razoável e proporcional” para preservar a integridade do atletismo feminino". A decisão é aplicada a todas as atletas que demonstrem um nível maior de testosterona do que o considerado normal para o gênero feminino biológico. Dois dias depois, ela venceu a prova inaugural dos 800 m da temporada da Diamond League em Doha, no Qatar, com o melhor tempo do ano e recorde do evento, 1:54.98. Em junho a Suprema Corte Suíça ordenou à IAAF a suspensão da decisão, deixando Caster novamente livre para competir, até nova apelação da federação.

## Vida pessoal
Caster Semenya é casada com sua companheira de treinamentos Violet Raseboya; o casamento, realizado em 2015, foi feito numa cerimônia segundo os costumes tradicionais da África do Sul. Atualmente cursa o segundo ano de Ciência do Esporte na North-West University em Potchefstroom.

## Honrarias
Em 2012 ela recebeu o prêmio de Esportista do Ano da África do Sul no SA Sports Awards em Sun City; em 2014, foi condecorada pelo presidente Jacob Zuma com a Ordem de Ikhamanga de bronze (OIB) pelos serviços prestados ao esporte.